# Terror Bird
Terror Bird è un singolo del gruppo musicale statunitense Bent Knee, pubblicato il 30 maggio 2017 come secondo estratto dal quarto album in studio Land Animal.

## Descrizione
Si tratta della traccia d'apertura dell'album e si caratterizza musicalmente per l'incrocio tra sonorità dream pop e rock psichedelico, con vari cambi di tempo tipici del rock progressivo. Riguardo al significato del testo, il violinista Chris Baum ha spiegato:

## Video musicale
Il video, diretto da Greg Bowen, è stato pubblicato in contemporanea al lancio del singolo e mostra una donna seduta al tavolo con Chris Baum, Jessica Kion e Ben Levin.

## Tracce
Testi e musiche dei Bent Knee.
1. Terror Bird – 4:09

## Formazione
Gruppo
- Chris Baum – violino
- Jessica Kion – basso, voce
- Ben Levin – chitarra, voce
- Courtney Swain – voce, tastiera
- Gavin Wallace-Ailsworth – batteria
- Vince Welch – sound design

Altri musicisti
- Sue Buzzard – violino
- Nathan Cohen – violino
- Nick Dinnerstein – violoncello
- Rebecca Hallowell – viola
- Christian Marrero – tromba
- Anna Stromer – viola
- Ben Swartz – violoncello
- Abby Swidler – violino

Produzione
- Vince Welch – produzione, missaggio
- Matt Beaudoin – ingegneria del suono
- Bradford Krieger – ingegneria del suono
- Chaimes Parker – ingegneria del suono
- Dave Minehan – ingegneria del suono
- Aaron Bastinelli – ingegneria del suono
- Jamie Rowe – ingegneria del suono
- Mike Sartini – ingegneria del suono
- Caitlyn Bonjiovi – assistenza tecnica
- Claire Goh – assistenza tecnica
- Brian Donnovan – assistenza tecnica
- Randy Roos – mastering